# 週刊朝日による橋下徹特集記事問題
週刊朝日による橋下徹特集記事問題（しゅうかんあさひによる はしもととおる とくしゅうきじもんだい）とは、週刊朝日が橋下徹大阪市長（当時）に関する連載記事の第1回において、橋下の父が大阪府八尾市の被差別部落出身であるという情報を掲載し、DNAや先祖を理由として人格を否定した記述を掲載した問題である。

## 経過

### 問題の記事
問題となったのは、2012年10月26日号の佐野眞一と週刊朝日取材班（今西憲之・村岡正浩）による「ハシシタ・奴の本性」という連載記事である。この記事に対して橋下徹は10月18日の定例記者会見で、週刊朝日の記事を「遺伝子で人格が決まるとする内容」であるとし、「政策論争はせずに、僕のルーツを暴き出すことが目的とはっきり言明している。血脈主義ないしは身分制に通じる本当に極めて恐ろしい考え方だ」「言論の自由は保障されるべきだが、一線を越えている」と述べ、週刊朝日を批判した。これに対して、朝日新聞社は、自社と週刊朝日と朝日放送は、それぞれ無関係としたが、橋下は週刊朝日の発行元である朝日新聞出版社は朝日新聞社の100%子会社であることから、朝日新聞記者に「朝日新聞社としての対応」を求め、取材拒否を決めた。
週刊朝日の読者からも編集部に多数の抗議の声が寄せられ、河畠大四週刊朝日編集長は10月18日夜、記事中に不適切な表現があったことを認める謝罪のコメントをし、次号でお詫びを掲載すると発表した。橋下に対しては当初、お詫び記事が掲載された同誌を、大阪市職員を介して手渡しただけだったが、橋下はこれを謝罪側の姿勢の至らなさとして不快感を示した。
その後、11月12日、朝日新聞社の第三者機関「報道と人権委員会」は見解をまとめ、橋下市長に報告・謝罪した。また同日、神徳英雄朝日新聞出版社長の引責辞任が発表された。

### 部落解放同盟による糾弾
この掲載記事について、橋下に対して批判的であることも多い部落解放同盟でさえも、「被差別部落出身を暴く調査をおこなうことを宣言して書かれた明確な差別記事」「確信犯的な差別行為である」「土地差別調査事件が大きな社会問題となるなかで、あえて地名を明記した事実は当該住民に対する重大な差別行為」と述べ、「偏見を助長し、被差別部落出身者全体に対する差別を助長するもの」で、許しがたいものであるとして抗議している。
その後、部落解放同盟は『週刊朝日』と佐野眞一に対する糾弾を決定し、2013年1月22日に第1回の確認・糾弾会をおこなっている。

### 週刊誌への批判
まず表現の面において問題視される。橋下の出自は他誌でも報道されていたが、『週刊朝日』の記事の表現が、ことさらに差別的という指摘である。
記事タイトルで『ハシシタ』と呼ぶなど「必要以上に個人を侮辱するもの」と作家の高村薫はコメントしている。また、被差別者の出身地から同和地区が特定できることの問題性は、部落解放同盟をはじめ、立教大学メディア社会学科の服部孝章教授が指摘しており、このことについては『週刊朝日』も謝罪記事で非を認めている。
また連載打ち切りという形で終幕を引こうという処置にも批判が集まった。連載中止について、高村は「表現さえ気をつければ継続してもよかった」とし、服部教授も「週刊朝日の対応を“潔い”と評価すべきではない」と述べている。また高村は、朝日新聞や朝日放送の取材も拒否したことについて、取材拒否ではなく、出版差し止めの仮処分申請を行うべきだったと語った。

### 問題の再燃
橋下は、朝日新聞社の謝罪を受け入れて、今後は問題としない方針であったが、週刊朝日が2013年4月2日に発売した4月12日号において「賞味期限切れで焦る橋下市長」などの見出しとともに、橋下のニュース番組での露出が減り、バラエティー番組出演が増えているという内容の記事が掲載された事にTwitterで怒りを表明、出自を扱った連載に関して法的手続きを講じる方針を表明している。

### 大阪市職員による橋下の戸籍の不正閲覧
この騒動の余波として、大阪市職員による、橋下ら著名人の戸籍の不正閲覧が発覚した。
発覚のきっかけになったのは、「母方の先祖のところの地域に週刊誌記者がうろうろしている。戸籍を見られているのではないか」という橋下の直感だった。橋下は2014年2月、自身の戸籍に関する証明書の発行履歴について、大阪市に情報開示請求を行い、市が閲覧履歴を調べると、大正区の戸籍事務担当者が2011年（平成23年）3月11日から同11月15日にかけて8回にわたり、橋下の戸籍情報を不正閲覧していたことが判明した。この職員は、橋下以外の著名人の戸籍も不正閲覧していたという。その他、淀川区職員も橋下ならびに橋下の両親の戸籍を不正閲覧したことが判明している。
いずれの職員も「興味本位でやった」と話し、外部への個人情報漏洩は否定しているが、大阪市は個人情報保護条例などに触れるとして、両職員を処分する方針である。

### 朝日新聞出版社・佐野眞一との和解
2015年2月18日、大阪地方裁判所における損害賠償請求訴訟で、原告（橋下徹）と被告（朝日新聞出版・佐野眞一）の間に和解が成立した。被告が橋下に和解金を支払い、謝罪文を交付する内容だが、和解金の額は公表されていない。橋下の請求額は5000万円であった。

### 文藝春秋社との和解
『週刊文春』2011年11月3日号掲載の出自報道記事をめぐる民事裁判では、2016年1月14日に大阪地裁で和解が成立した。文藝春秋社が橋下に解決金200万円を支払うことなどが条件であった。

### 週刊新潮に勝訴。新潮45に敗訴
『週刊新潮』の記事に関する新潮社との裁判では、2015年10月5日に大阪地裁が橋下への名誉毀損とプライバシー侵害を認め、新潮社に275万円の支払いを命じ、大阪高裁も支持。2017年6月16日に新潮社の上告を最高裁が退け、橋下の勝訴が確定した。『新潮45』の記事に関する新潮社ならびに上原善広との裁判では、2016年3月30日に大阪地裁で、2016年10月27日に大阪高裁でいずれも橋下が敗訴している。橋下は同誌2011年11月号掲載の野田正彰の記事「大阪府知事は『病気』である」についても
「嘘を平気で言う。バレても恥じない。信用できない。約束をはたせない。自分の利害にかかわることには理屈を考え出す。人望はまったくなく、委員などに選ばれることはなかった」
との橋下の高校時代の教師の証言や
「これ以上私たちは、自己顕示欲型精神病質者（C・K・シュナイダーの10分類のひとつ）に振り回されてはならない。WHOの分類（ICD10）を使えば、演技性人格性障害と言ってもいい」
との野田の分析をめぐって提訴し、大阪地方裁判所では2015年9月29日に勝訴していたが、2016年4月21日、大阪高等裁判所で逆転敗訴した。この高裁判決は、2017年2月1日に最高裁で確定した。上原に対する橋下の敗訴も、2017年6月1日、最高裁で確定した。

## 橋下同和報道の歴史
- 一ノ宮美成とグループ・K21「橋下徹府知事と大阪維新の深い闇」（宝島社『別冊宝島Real　平成日本タブー大全2008』2008年）
- 森功「同和と橋下徹」（講談社『g2』2010年12月号）
- 上原善広「孤独なポピュリストの原点」（新潮社『新潮45』2011年11月号）
- 「「同和」「暴力団」の渦に呑まれた独裁者「橋下知事」出生の秘密」（新潮社『週刊新潮』2011年10月27日号）
- 「暴力団組員だった父はガス管をくわえて自殺 橋下徹42歳 書かれなかった「血脈」」（文藝春秋社『週刊文春』2011年10月27日号）
- 佐野眞一「ハシシタ 奴の本性」（朝日新聞出版社『週刊朝日』2012年10月16日号）

部落解放同盟中央本部・マスコミ対策部文化対策部／糾弾闘争本部の小林健治は、『週刊朝日』だけではなく『新潮45』『週刊新潮』『週刊文春』の記事も差別であると主張している。一連の報道の嚆矢である『別冊宝島Real　平成日本タブー大全2008』と『g2』は槍玉に挙げていないが、その理由は不明である。